# Angelika Kauffmann
Maria Anna Catharina Angelika Kauffmann, nota più semplicemente come Angelica Kauffmann (Coira, 30 ottobre 1741 – Roma, 5 novembre 1807), è stata una pittrice svizzera, specializzata nella ritrattistica e nei soggetti storici.

## Biografia

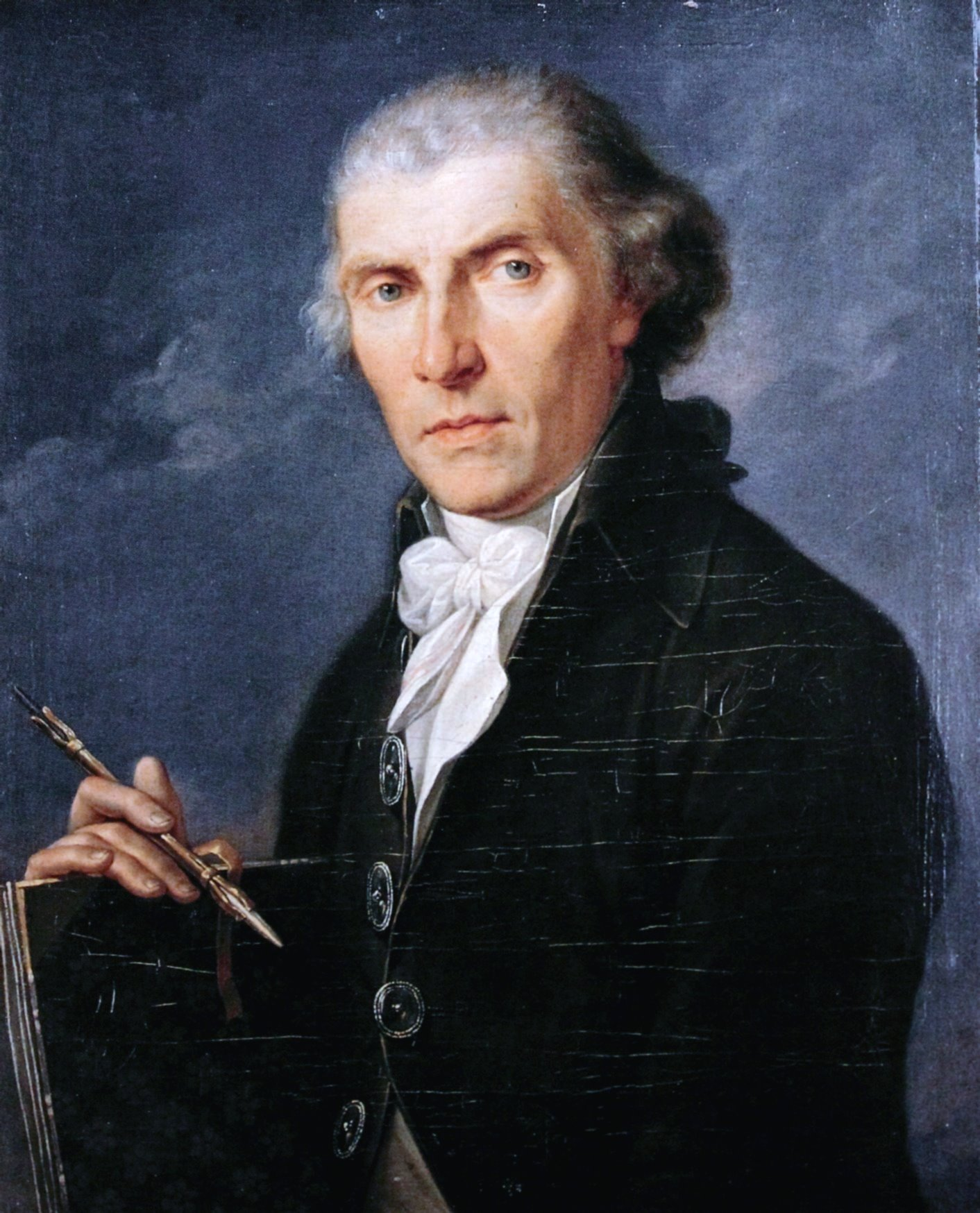
Il padre di Angelica, Joseph Johann Kauffmann (qui ritratto dalla figlia), ebbe una significativa incidenza sulla poliedrica personalità di Angelika

### La formazione italiana
Angelika Kauffman nacque il 30 settembre 1741 a Coira, nel cantone dei Grigioni, in Svizzera; tuttavia, trascorse la propria infanzia in Austria, nella cittadina di Schwarzenberg, la terra dei suoi avi. Il padre, Joseph Johann Kauffmann, pur essendo di umile levatura, era un pittore talentuoso: fu proprio lui, infatti, a trasmetterle l'amore per il disegno. L'influenza genitoriale fu determinante per il carattere di Angelica: dal padre ricevette la formazione artistica, mentre la madre, Cleophea (italializzato in Cleofe) Lutz, sviluppò le sue abilità nelle lingue, nella letteratura, nella musica e nel canto. I rudimenti per la pittura, passione prediletta dalla ragazza, vennero appresi attraverso la copia di gessi e di stampe, delle quali disponeva una vastissima collezione. Nel 1753 eseguì la sua prima opera: si tratta di un Autoritratto, dipinto a Morbegno in Valtellina, dove visse prima di trasferirsi a Como. È proprio qui, tra l'altro, che le venne commissionata la prima opera, un ritratto del vescovo locale A. M. Neuroni (andato perso: ne esistono tre versioni, non si sa quale sia l'originale). 
Nel 1754, il padre decise di portare con sé la giovane figlia a Milano, dove dipinse fino alla morte della madre, avvenuta nel 1757. A causa di questa tragica circostanza, Angelica e il padre fecero ritorno a Schwarzenberg, dove ritornarono davanti al cavalletto, al servizio della nobiltà tedesca; sono da datarsi proprio in questo periodo l'Autoritratto in costume tipico del Bregenzerwald, oggi custodito nella Galleria degli Uffizi, e una serie di medaglioni affrescati con teste degli apostoli, eseguita basandosi sulle calcografie di Giovanni Battista Piazzetta.

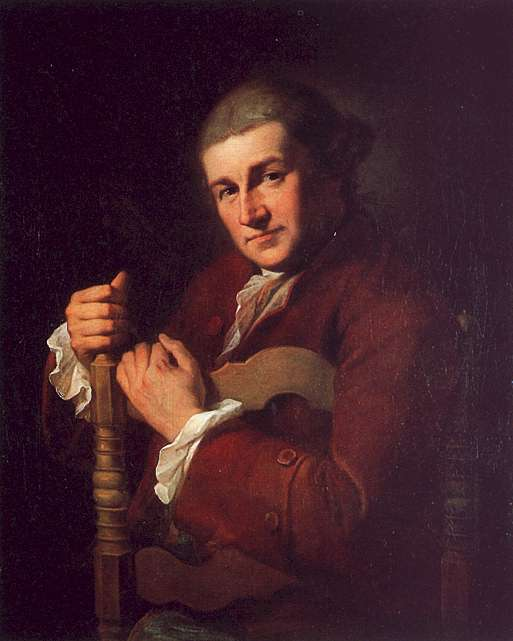
Ritratto dell'attore shakesperiano David Garrick.

Il padre, quindi, decise di riproporre un viaggio di formazione artistica in Italia. Fu proprio nel Bel Paese che Angelica ebbe modo di coltivare più intensamente le proprie doti pittoriche, attraverso lo studio delle opere del Correggio, di Guido Reni, dei Carracci, del Domenichino e del Guercino. A Firenze, nel 1762, eseguì la copia di prestigiosi dipinti della Galleria Ducale; per quanto riguarda l'ambito accademico, ottenne il diploma dell'Accademia di belle arti di Firenze e l'investitura a «membro d'onore» all'Accademia Clementina a Bologna. Negli anni 1763-65 visita Roma e Napoli, dove studiò le collezioni del museo nazionale di Capodimonte. Nonostante l'insistenza della regina Maria Carolina d'Asburgo-Lorena a farla diventare pittrice di corte, Angelica restò poco a Napoli, tanto che terminerà il Ritratto della famiglia di Ferdinando IV parecchi anni più tardi a Roma, nel 1782. Proprio in questo periodo, tra l'altro, conobbe illustri personaggi: frequentò molti artisti inglesi fra cui Gavin Hamilton e Benjamin West, ma conobbe anche il tedesco Anton Raphael Mengs e gli italiani Giovanni Battista Casanova, fratello del più famoso Giacomo, Giambattista Piranesi e Pompeo Batoni.
In questa sua parentesi italiana, la giovane Kauffman raggiunse uno straordinario successo nella ritrattistica; ne scrisse Winckelmann, in una lettera che mandò all'amico Franke nell'agosto 1764:
Ciononostante, la pittrice mostrò subito un insolito interesse verso la raffigurazione di soggetti storici: a tal scopo, si servì anche delle varie sculture e nudi che disponeva, grazie all'amicizia con il più celebre Batoni. La sua prima pittura storica si data proprio nel 1763, anno in cui realizza il Nudo virile. Il Nudo fu solo il primo di una lunga serie, composta da opere prestigiose come Penelope al telaio e Bacco e Arianna, dove l'artista sintetizza sapientemente il neoclassicismo con il classicismo seicentesco, di cui Reni era il maggiore rappresentante. Altre opere di questo periodo sono La Speranza (donata come pièce de réception all'Accademia di San Luca nel 1765), Veturia e Volumnia e Criseide riunita al padre Crise e Coriolano.

### Il soggiorno in Inghilterra
(Domenico Martuscelli)
Quando Goethe, nel suo Viaggio in Italia, arrivò a Roma nell'ottobre del 1786, rimase sedotto dalla personalità di Angelica; si trattava della «miglior conoscenza» fatta a Roma.
(Goethe)
Tuttavia, mentre il poeta tedesco preferì non impegnarsi, lasciandosi trascinare in amori più frivoli e mondani, la Kauffman rimase estasiata dall'incontro. Si trattò di una forma di amicizia, se non di amore, molto intensa, sublimata, tanto che quando Goethe lasciò Roma la pittrice cadde in depressione.
(Angelica Kauffman)
Angelica rimase molto legata al poeta, tanto che (sperando in un suo ritorno nell'Urbe) gli scrisse una lettera, che però non ricevette mai risposta.
Nel soggiorno veneziano Kauffman strinse amicizia con la moglie dell'ambasciatore inglese John Murray: lady B. Wentworth. Quest'ultima invitò l'artista a seguirla a Londra - cosa che Angelica effettivamente fece nel giugno del 1766, passando per Parigi, dove poté ammirare il Palais du Luxembourg, ornato dalle opere di Rubens. L'artista trovò terreno fertile nella capitale inglese, dove già era conosciuta per un ritratto di David Garrick mandato alla Free Society nel 1764; di conseguenza numerosissimi furono i committenti, a partire da Augusta Sofia di Hannover, John e Georgiana Spencer e Joshua Reynolds. Fu proprio con Reynolds, tra l'altro, che Kauffman coltivò l'interesse per la pittura di storia; non a caso, fu con Mary Moser l'unica fondatrice di sesso femminile (fra 34 membri) della Royal Academy of Arts.
Nell'intensa vita culturale di Londra, non mancarono di certo le occasioni mondane, in seguito alle quali si iniziarono a tessere numerosi pettegolezzi sulla vita privata della pittrice, ad esempio sulle relazioni che ebbe dapprima con Füssli, quindi con Reynolds stesso. L'episodio più emblematico risale al 1775, quando il pittore irlandese Nathaniel Hone, tra i fondatori della Royal Academy, realizzò un dipinto intitolandolo Il congiurato, dove in un angolo fece una caricatura della pittrice mostrandola discinta: fu poi costretto a rimuovere il particolare dopo le rimostranze della stessa Kauffman, ma ormai era tardi. Anche le due figure principali dell'anziano e della ragazzina appoggiata sulle sue ginocchia furono viste come un attacco malevolo al legame tra il maturo artista inglese e la più giovane collega.
Dopo l'arrivo del padre, Angelica scelse di sposare il conte svedese Frederick de Horn, che però si rivelò ben presto un impostore, fuggendo con tutti i loro risparmi. Kauffman fu libera dal vincolo di matrimonio solo il 10 febbraio 1780, quando la Chiesa Anglicana dichiarò il matrimonio invalido.

### Il ritorno in Italia e la morte
Il secondo marito non tardò ad arrivare: si trattava di una vecchia conoscenza del padre, il pittore veneziano Antonio Zucchi, di una quindicina d'anni più anziano di Angelica, a cui Angelica concesse la sua mano il 14 luglio 1781. Sempre nello stesso anno, vi furono altri cambiamenti: i coniugi lasciarono Londra alla volta di Venezia (preceduta da una sosta nelle Fiandre), mentre nell'inverno morì il padre Joseph. Il soggiorno lagunare fu breve, considerando che già due mesi dopo la morte di Joseph si stavano recando a Roma («emporio del Bello e tempio del vero gusto» secondo una definizione del contemporaneo Ennio Quirino Visconti), dove avevano una proprietà a via Sistina.

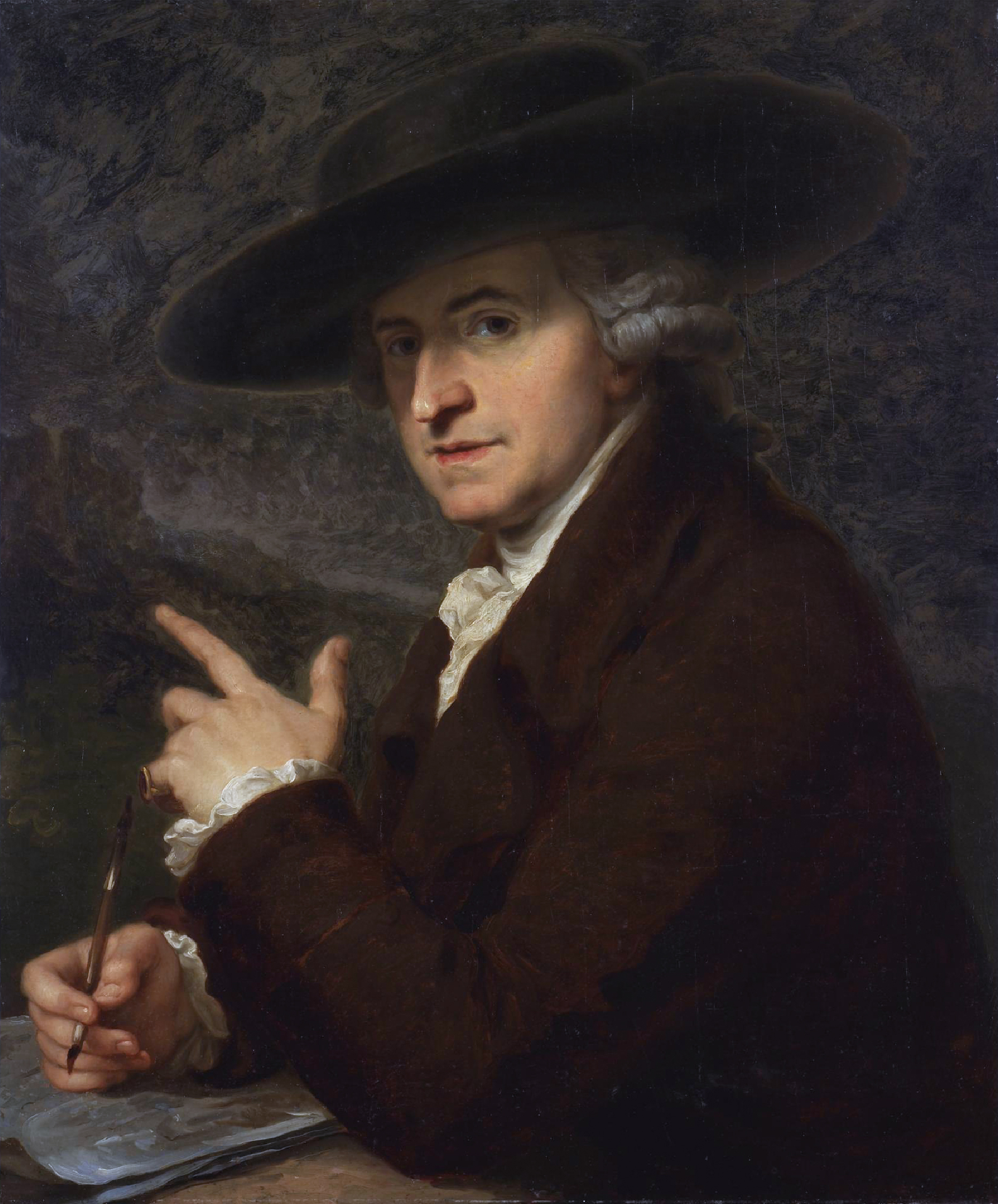
Ritratto del marito Antonio Zucchi, 1781.

La dimora capitolina, baricentrica rispetto al centro storico, corrispondeva ai desideri di Angelica di avere un tenore altoborghese, e fu proprio qui che fondò il proprio atelier, che divenne presto un'istituzione per i viaggiatori del Grand Tour che passavano per l'Urbe. Fra questi, si annovera Johann Wolfgang von Goethe, con cui Kauffman strinse un solido rapporto di amicizia (se non di amore: si veda la nota integrativa «Angelica e Goethe»), che si tradusse nella realizzazione del suo ritratto, datato 1787 (oggi custodito nel Goethe-Nationalmuseum di Weimar).
Malgrado il flebile mercato artistico di Roma, la Kauffman continuò a produrre, mantenendosi intelligentemente in contatto con la clientela inglese e avendo importanti mecenati nei cortigiani europei più prestigiosi. Per Onorato Caetani, duca di Sermoneta, dipinse La tristezza di Telemaco e Telemaco e le Ninfe di Calipso, dipinti oggi al Metropolitan Museum of Art di New York. Fu proprio in questo periodo che Angelica produsse le sue opere migliori, che spaziarono dalla ritrattistica alla pittura religiosa, che raggiunse l'apice nell'affrescamento della cappella del santuario di Loreto.
Il marito Antonio morì il 26 dicembre 1795. Nonostante il lutto, che fu superato anche grazie alla vicinanza del cugino (successivo custode delle tele della pittrice); Angelica continuò a dipingere. Degna di nota è l'Incoronazione della Vergine, realizzata per la parrocchia di Schwarzenberg; le sue opere migliori, tra l'altro, vennero addirittura rilegate in un volume da Giuseppe Vallardi, venduto poi al Victoria and Albert Museum di Londra. Per tutto il resto della sua vita rimase a vivere a Roma; anzi, fu una dei pochi artisti stranieri che non fuggirono all'arrivo delle truppe francesi che invasero la capitale dello Stato Pontificio alla fine del 1700.
Angelika Kauffman morì a 66 anni il 5 novembre 1807, in seguito a un malore (dolore al petto), causato da una malattia che fu costretta a patire per molto tempo, forse dovuta ai veleni della tavolozza che inalò per tutta la sua carriera (i colori erano a base di piombo). Fu sepolta accanto al marito nella basilica romana di Sant'Andrea delle Fratte, pianta sinceramente dai suoi contemporanei: Antonio Canova, i Direttori dell'Accademia di Francia e di San Luca. Nell'epitaffio volle espressamente scritto che lei stessa, benché avesse avuto diritto alla sepoltura al Pantheon, aveva imposto di essere sepolta lì, per poter «abitare anche dopo la morte» accanto all'uomo con cui aveva goduto di tanto accordo. Un suo busto fu comunque collocato nel Pantheon l'anno successivo.

## Retaggio
Le opere di Angelica Kauffman hanno conservato la reputazione che ebbero quando l'artista era ancora in vita. I suoi dipinti sono tuttora visibili in numerosissimi musei di prestigio, come Hampton Court e la National Portrait Gallery a Londra, negli Uffizi fiorentini, nell'Ermitage di San Pietroburgo e nell'Alte Pinakothek di Monaco di Baviera, ma anche a Parigi, Dresda, Tallinn e Graz.
Kauffman era molto nota anche per le numerose incisioni, privilegiate dai collezionisti. Tra l'altro, l'artista inglese Charles Willson Peale (1741–1827), che era solito dare il nome di artisti famosi ai propri figli, battezzò una delle sue figlie in onore alla pittrice di Coira, chiamandola Angelica Kauffman Peale.
Nel corso della sua vita dipinse diversi autoritratti; agli Uffizi se ne conservano due. Uno realizzato in gioventù e uno più ufficiale donato nel 1888 .
Una biografia della Kauffman venne pubblicata nel 1810, tre anni dopo la sua morte, dall'editore italiano Giovanni Gherardo de Rossi.